# گرابلوتسی
گرابلوتسی (به بلغاری: Grablevtsi) یک منطقهٔ مسکونی در بلغارستان است که در شهرستان گابروو واقع شده‌است.